# جيمس إس. شابيرو
جيمس إس. شابيرو (بالإنجليزية: James S. Shapiro)‏ هو أستاذ جامعي أمريكي، ولد في 11 سبتمبر 1955 في بروكلين في الولايات المتحدة.